# Eritrea Shoe Factory FC
Der Eritrea Shoe Factory Football Club, kurz auch Eritrea Shoes oder Awet genannt, ist ein eritreischer Fußballverein aus Asmara.

## Geschichte
Der Verein wurde 1970 in Asmara von Mitarbeitern eines Schuhherstellers gegründet, der namentlich nicht bekannte Hersteller war Hauptsponsor des Vereins. Da Mannschaften aus Eritrea aufgrund der politischen Situation gezwungen waren, an der äthiopischen Fußballmeisterschaft teilzunehmen, wurde auch Eritrea Shoes Teil der äthiopischen Liga.
In den 1980er Jahren gewann der Verein insgesamt drei Mal den äthiopischen Pokal (1984, 1985, 1987). In der Folge nahm der Verein an zwei Ausgaben des African Cup Winners’ Cups teil. Jedoch hatte man sowohl 1985 gegen den Simba SC (1:5) als auch 1986 gegen den Mbabane Highlanders FC das Nachsehen.
Nach der Unabhängigkeit Eritreas 1993 und der Gründung einer eigenen Fußballmeisterschaft, nahm auch Eritrea Shoes an der neu gegründeten Liga teil. Erstmalig in der neuen Liga trat der Verein in der Saison 1995/96 in Erscheinung, als man Platz von 5 und 9 erreichte. 1998/99 musste Eritrea Shoes als Tabellenletzter in die zweite Liga absteigen. Seither gibt keinerlei weiteren Informationen über den Verein.

## Erfolge
- Äthiopischer Pokalsieger (3×): 1984, 1985, 1987

## Stadion
Der Verein trug seine Heimspiele im Cicero-Stadion in Asmara aus. Das Stadion hat ein Fassungsvermögen von 10.000 Zuschauern.

## Abschneiden in CAF-Wettbewerben
- African Cup Winners’ Cup: 2 Teilnahmen

1985 – Erste Runde
1986 – Erste Runde